# Осада Озерища
Осада крепости Озерище (Езерище) — эпизод Ливонской войны, в ходе которого русское войско со второй попытки взяло стратегически важную порубежную литовскую крепость Озерище.

## События накануне осады
После того как Русское государство разгромило Ливонию, её магистр Готхард Кетлер по Виленской унии признал себя вассалом польско-литовского монарха Сигизмунда II Августа и заключил с ним военно-политический союз. Между Великим княжеством Литовским и Русским государством в 1563 году начались военные действия, вскоре войска Ивана Грозного, выступившие из Великих Лук, взяли Полоцк. В «тылу», к востоку от Полоцка оставалась порубежная крепость Озерище, в которой находился крупный литовский гарнизон.

## Взятие крепости Озерище
Крепость находилась на берегу одноимённого озера, в 56 верстах севернее Витебска. 22 июля к Озерищу на лодках по реке подошла 13-тысячная русская рать во главе с невельскими воеводами Юрием Токмаковым и Фёдором Чеглоковым. По данным летописи, войско состояло из конных и пеших людей, однако имело лишь «лехкий наряд» (полевую артиллерию, осадной не было). В ходе первых дней осады разрушить стены полевыми орудиями не удалось. Ожидая подхода литовского войска из Витебска, воевода Токмаков приказал возводить на дорогах засеки, однако они не смогли воспрепятствовать скорому появлению 12-тысячного литовского войска во главе со Станиславом Пацем.
Токмаков принял решение снять осаду и отправить наряд по реке в Невель, конницу же и стрельцов направил атаковать литовцев. Русским удалось смять передовой литовский отряд и захватить в плен 50 неприятельских воинов. С основными силами Паца они, однако, в бой не вступили и ушли, перебив взятых в плен. Главная цель похода, коей являлось взятие стратегически важной крепости, оставалась неосуществлённой.
Тем не менее, отступление в данной ситуации оказалось правильным шагом. Литовский отряд направился под Полоцк, где присоединился к безрезультатной осаде города во главе с Григорием Ходкевичем. А после его ухода к Озерищу подошёл другой отряд войск Русского государства, возглавляемый Василием Серебряным-Оболенским, Симеоном Касаевичем и Иваном Пронским, о котором летопись сообщает, что он «взяша городок огнём» 6 ноября. Во время штурма был захвачен ротмистр Мартын Островецкий, его пленил сын боярский, некий Карп Жеребятичев. Погибли многие шляхтичи и ратные люди, в том числе ротмистры Держинский и Прогалинский. Сообщается, что посад и крепость Озерища выгорели до основания, а из тех, кто в них запирался, никто не спасся. В письме к кардиналу Борромео, из Радома, от 3 декабря, 1564 сообщается:
Из Литвы есть известие, что русские несколько дней осаждали Королевскую крепость Озерище, много мешавшую им проходить в Полоцк, город первостепенный, занятый москвитянами; польские солдаты, не будучи в силах удерживать ее долее, сдали крепость, вышли в поле и там истреблены.

## Последствия
Воеводой в Озерище был назначен Токмаков, а головами к нему присланы Чеглоков и Карамышев. Они тотчас приступили к восстановлению стратегической крепости. В последующие годы для закрепления завоеваний в Литве по указу Ивана Грозного был возведён целый ряд новых крепостей. Тем не менее, в 1579 году Озерище и окрестные земли были вновь завоёваны польско-литовскими войсками во главе со Стефаном Баторием.